# Mike Tyson vs. Michael Spinks
L'incontro di pugilato Mike Tyson vs. Michael Spinks si disputò alla Convention Hall di Atlantic City, New Jersey, il 27 giugno 1988. Entrambi i pugili erano imbattuti all'epoca; Tyson deteneva le cinture delle tre organizzazioni principali (World Boxing Council, World Boxing Association, e International Boxing Federation) mentre Spinks era campione The Ring dei pesi massimi.
Pubblicizzata come "Once and for All" ("Una volta per tutte"), la sfida fu all'epoca il più ricco incontro di pugilato della storia, con un ricavo di circa 70 milioni di dollari. A Tyson andò un compenso record di 22 milioni, mentre a Spinks andarono 13,5 milioni. Tyson vinse il match al primo round, mettendo KO Spinks in 91 secondi.

## Contesto
L'interesse per un confronto Tyson-Spinks era grande perché, secondo molti, avrebbe stabilito definitivamente chi era il vero campione dei pesi massimi, ma le trattative andarono per le lunghe in quanto il management di Tyson e quello di Spinks non si mettevano d'accordo circa le condizioni economiche. Le negoziazioni si interruppero temporaneamente quando il manager di Spinks chiese un compenso assicurato di 15 milioni di dollari per il suo assistito. Annoiato dalle continue domande e richieste circa il combattimento, alla fine Tyson chiese ai suoi manager di raggiungere un accordo per organizzare il match.
L'accordo venne raggiunto in aprile, sebbene insorsero alcuni problemi con la IBF che minacciò di togliere la cintura a Tyson se l'incontro non si fosse disputato sui 15 round. Il presidente della IBF Bob Lee, non volendo che la propria organizzazione fosse esclusa dal combattimento dell'anno, alla fine accettò un limite di 12 riprese. Donald Trump pagò una cifra record di 11 milioni di dollari per assicurarsi che il combattimento si svolgesse presso la Atlantic City Convention Hall, adiacente al suo Trump Plaza.
Presentata come "Once and for All", la sfida fu molto pubblicizzata e venne paragonata, in termini di attesa, al celebre match "Fight of the Century" del 1971 tra Joe Frazier e Muhammad Ali. Le notizie circa la caotica vita privata di Tyson accrebbero l'interesse mediatico verso l'incontro. Nei giorni immediatamente precedenti al match, entrambi i pugili apparvero sulle copertine di importanti riviste quali TIME, People, Sports Illustrated e Ring Magazine. Celebrità come Jack Nicholson, Sylvester Stallone, Sean Penn, Madonna, Warren Beatty, Oprah Winfrey, Billy Crystal, George Steinbrenner, Carl Weathers, Jesse Jackson e Chuck Norris assistettero al match tra il pubblico. I biglietti per i posti a bordo ring arrivarono a costare oltre 1,500 dollari.
Il match rappresentò uno scontro di stili diversi, tra la velocità e potenza devastante di Tyson e l'insolito stile di combattimento di Spinks, che "raramente era spettacolare ma trovava sempre il modo per vincere". I pronostici circa il match erano i più vari, sebbene generalmente favorevoli a Tyson. Larry Holmes, l'unico pugile ad aver combattuto con entrambi, predisse una vittoria di Tyson per KO in "due o tre round". Gli ex campioni del mondo Jake LaMotta e Billy Conn e gli allenatori Gil Clancy, Angelo Dundee e Richie Giachetti indicarono tutti una vittoria di Tyson per knockout, come anche Gerry Cooney e Dan Duva. Ray Arcel pensava invece che Tyson avrebbe vinto ai punti. Il campione mondiale IBF dei pesi medi Frank Tate puntò su Tyson, mentre l'allenatore Lou Duva dichiarò che Tyson era semplicemente troppo potente per Spinks. Anche George Foreman, ex campione dei pesi massimi, predisse la vittoria di "Iron Mike".
Muhammad Ali pensava invece che avrebbe vinto Spinks, perché "era veloce e avrebbe potuto tenere a distanza Tyson, colpirlo e schivare i suoi colpi". Anche Tony Zale e il giornalista sportivo Bert Sugar erano per Spinks. Dave Anderson del New York Times scrisse che Spinks avrebbe vinto, "probabilmente ai punti. Ma forse anche per KO all'ultimo round". Altri pugili e/o addetti ai lavori favorevoli a una vittoria di Michael Spinks erano Marlon Starling, Don Dunphy e Teddy Atlas (ex allenatore di Tyson). Meldrick Taylor pensava che Tyson avrebbe vinto se il match fosse terminato per KO, ma favoriva Spinks se fosse proseguito sulla distanza. L'ex campione dei pesi medi Rocky Graziano predisse la vittoria di Spinks che, secondo lui, "avrebbe fatto impazzire Tyson, per poi riempirlo di botte". Archie Moore diede a Spinks "una meravigliosa opportunità" di vittoria. Floyd Patterson, che come Tyson era stato allenato da Cus D'Amato, disse: «Inizialmente puntavo su Tyson, e ancora lo penso, ma adesso credo che Spinks abbia una possibilità». Spinks salì sul ring come sfavorito dato per 4 a 1.

## L'incontro
Tyson attaccò l'avversario fin dall'inizio, portando a segno un potente gancio sinistro nei primi dieci secondi costringendo Spinks a proteggersi. Questi tentò di abbracciare l'avversario ma fu rimandato contro le corde da un altro attacco di Tyson. Trascorso un minuto dal suono del gong, un uppercut e un destro al fegato costrinsero Spinks in ginocchio, fatto che segnò la seconda volta in carriera che Spinks era messo al tappeto sin dal suo match contro Braxton nel 1983. Spinks si rialzò al conto di "4". Appena i due uomini furono nuovamente uno di fronte all'altro, Tyson schivò un destro di Spinks e rispose con una combinazione sinistro-destro che mandò KO l'avversario. Questa volta Spinks non si rimise in piedi e l'arbitro Frank Cappuccino decretò la fine dell'incontro. Il combattimento durò in tutto 91 secondi, il sesto match più breve valido per un titolo dei massimi nella storia della boxe. Solamente dieci colpi furono portati a segno, otto da parte di Tyson e due da Spinks. La ripresa fu nominata "Round of the Year 1988" dalla rivista The Ring.

### Arbitro e giudici
- Arbitro: Frank Cappuccino
- Giudice: Eva Shain
- Giudice: John Stewart
- Giudice: Rocky Castellani

## Il programma
| Vincitore           | Risultato | Avversario     |
| ------------------- | --------- | -------------- |
| Mike Tyson          | KO1       | Michael Spinks |
| Carl Williams       | UD12      | Trevor Berbick |
| James Douglas       | TKO7      | Mike Williams  |
| Maurice Blocker     | TKO5      | Orlando Orozco |
| Donovan Ruddock     | TKO2      | Reggie Gross   |
| Glenn Thomas        | MD8       | John Herbert   |
| Jerry Jones         | TKO3      | Bill Melsop    |
| Rodolfo Marin       | UD4       | Bruce Johnson  |
| Anthony Witherspoon | TKO5      | Alex Stanley   |

## Conseguenze
Tyson vs. Spinks si rivelò essere l'incontro di pugilato più ricco della storia della boxe fino a quel punto, con guadagni di oltre 70 milioni di dollari, 10 milioni in più rispetto al precedente detentore del record, il match Marvin Hagler vs. Sugar Ray Leonard del 1987. 12,3 milioni arrivarono dal pubblico pagante presente in sala, 21 785 persone, quasi il doppio rispetto al precedente record di 6,8 milioni di dollari stabilito dal match Hagler vs. Leonard. altri 700 000 spettatori acquistarono il match in pay-per-view in televisione, generando un incasso di 21 milioni di dollari. Ulteriori 800 000 biglietti furono venduti nei cinema che proiettarono l'incontro, con ricavi di altri 32 milioni.
L'incontro superò il record del Super Bowl del 1987 come evento sportivo, svoltosi in singola data, più remunerativo di sempre.
Spinks annunciò il proprio ritiro dal ring un mese dopo l'incontro. La sconfitta con Tyson fu l'unica della sua carriera da professionista, ma così "bruciante" e netta da portarlo al ritiro. Anche Tyson parlò di ritirarsi, arrivando a dichiarare "questo potrebbe essere il mio ultimo match". La vittoria su Spinks è stata descritta come il vertice della carriera di Tyson. Egli fece altre due difese del titolo prima di essere sorprendentemente sconfitto da James "Buster" Douglas nel 1990. Tyson e Spinks sono stati ammessi entrambi nella International Boxing Hall of Fame.